# Tonalá kommun, Chiapas
Tonalá är en kommun i Mexiko.   Den ligger i delstaten Chiapas, i den sydöstra delen av landet, 700 km sydost om huvudstaden Mexico City.
Följande samhällen finns i Tonalá:
- Tonalá
- Paredón
- Tres Picos
- Manuel Ávila Camacho
- Doctor Belisario Domínguez
- San Luqueño
- Pueblo Nuevo
- Puerto Arista
- Noyola
- La Laguna
- Vicente Guerrero
- Miguel Hidalgo Número Dos
- Josefa Ortiz de Domínguez
- San Nicolás
- El Congreso
- Huanacastal
- Villahermosa
- Llano Largo
- Democrática Chiapaneca
- Nuevo Palo Blanco
- San Francisco el Ocatal
- Calzada de Huachipilín
- Juan Sabines Gutiérrez
- Tonalá Cereso
- El Naranjo
- Medio Monte
- Unidad Habitacional Tonatlán
- General Alberto Pineda
- El Guayabo
- General Lázaro Cárdenas
- Benito Juárez
- Nuevo Morelos
- Ricardo Flores Magón
- El Otatal
- Las Piedritas
- El Terrero
- Los Humildes
- Verano
- La Victoria
- Santa Rosa las Limas II
- El Arenal
- Nuevo Benito Juárez
- Santiago Buenavista
- Unión y Progreso
- Altamira
- Río Bravo
- Miguel Hidalgo Número Uno
- El Roble
- La Joyita Uno
- Riachuelo
- Natalio Vázquez P.
- El Vergel
- Unidad Habitacional 46